# Svícový graf

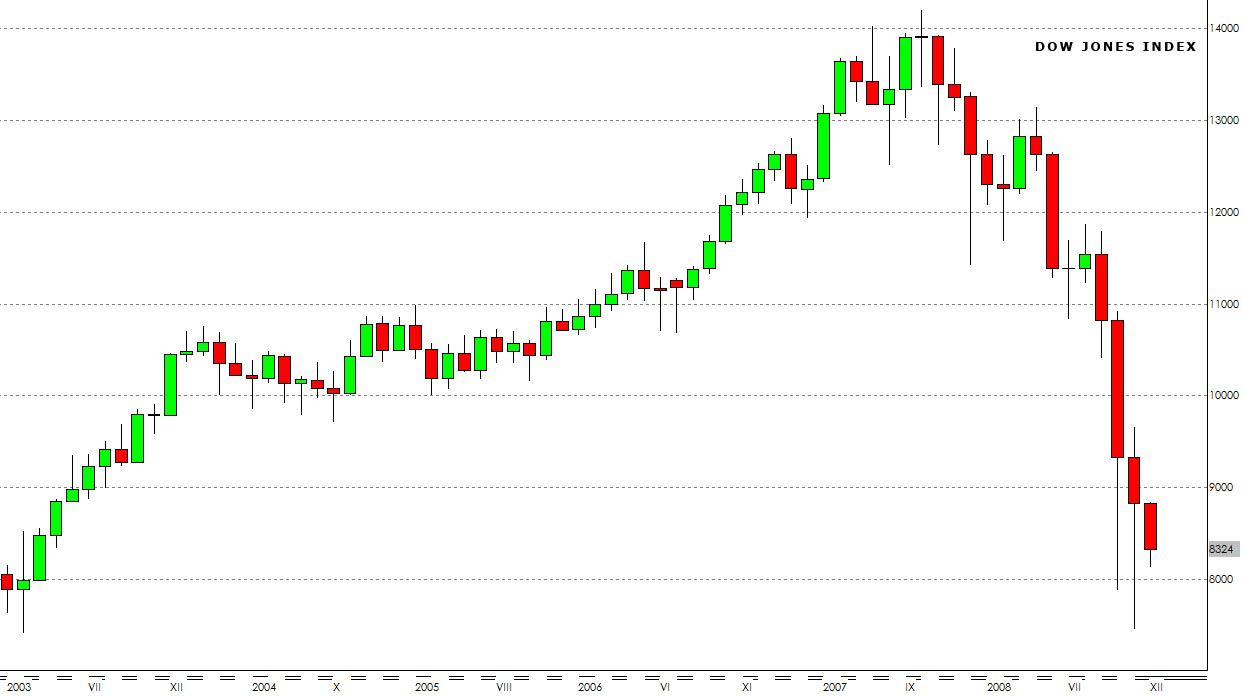
Index Dow Jones v letech 2003–2008 zobrazený ve svícovém grafu

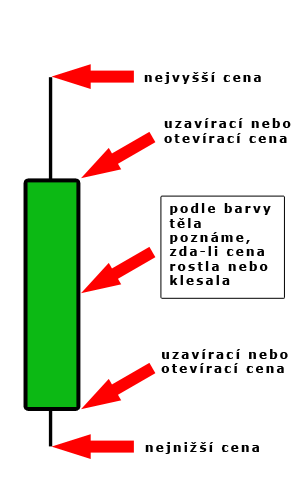
Význam částí svícového grafu

Svícový graf (anglicky candlestick chart), používaný v technické analýze při predikci budoucích cenových pohybů, zobrazuje uzavírací, otevírací, nejnižší a nejvyšší cenu. Na takto detailním průběhu ceny se lépe zpozorují trendy a cenové formace. Svícový graf se začal používat v Japonsku, odkud se rozšířil do celého světa.